# Eschenbach in der Oberpfalz
Pour les articles homonymes, voir Eschenbach.
Eschenbach in der Oberpfalz est une ville de Bavière (Allemagne), située dans l'arrondissement de Neustadt an der Waldnaab, dans le district du Haut-Palatinat.